# Фридрих Саксонский (кардинал)
Фридрих Саксонский (Friedrich von Sachsen) — католический церковный деятель XI века.
Провозглашён кардиналом ранее 22 июня 1001 года. В качестве папского легата в Германии в 1001 году участвовал в заключении соглашения между папой Сильвестом II и императором Священной Римской империи Оттоном III. 
Стал архиепископом Равенны после 20 июля 1001 года. Существуют документальные подтверждения того, что Фридрих занимал эту кафедру между 22 ноября 1001 года и 3 апреля 1004 года. 
В 1002 году на стороне императора Генриха II участвовал в борьбе с королём-узурпатором Ардуином.